# Barbara O’Neil
Barbara O’Neil (* 17. Juli 1910 in St. Louis, Missouri; † 3. September 1980 in Cos Cob, Connecticut) war eine US-amerikanische Schauspielerin.

## Leben
Barbara O’Neil entstammte einer angesehenen Familie aus Neuengland und besuchte das Sarah Lawrence College in Yonkers. Ihre Schauspielkarriere begann sie mit den auf Cape Cod ansässigen University Players. Erstmals war sie in dem Musical Summer Stock auf der Bühne zu sehen. Einer der Gründer der University Players war der Regisseur Joshua Logan, mit dem O’Neil von 1940 bis 1942 verheiratet war. In dem Stück Saint’s Parade gab sie 1930 ihr Broadway-Debüt. 1937 ging sie nach Hollywood, wo sie in Stella Dallas ihren ersten Leinwandauftritt hatte. Sie erhielt einen Vertrag bei Universal Pictures und spielte 1939 unter anderem in dem Horrorfilm Der Henker von London.
Ihre bekannteste Rolle spielte O’Neil 1939 als Mutter von Scarlett O’Hara in Vom Winde verweht, obwohl sie nur drei Jahre älter war als ihre Filmtochter Vivien Leigh. Für den Film Hölle, wo ist dein Sieg erhielt sie im Folgejahr eine Oscar-Nominierung in der Kategorie Beste Nebendarstellerin. In einem Zeitraum von 35 Jahren trat sie in 17 Filmen auf und kam in den 1950er Jahren vereinzelt in Fernsehspielen zum Einsatz. Ihr Hauptaugenmerk lag jedoch auf ihrer Theaterarbeit. 
Sie starb 1980 im Alter von 70 Jahren an einem Herzinfarkt.

## Filmografie (Auswahl)
- 1937: Stella Dallas
- 1938: Love, Honor and Behave
- 1938: The Toy Wife
- 1938: Im Namen des Gesetzes (I Am the Law)
- 1939: The Sun Never Sets
- 1939: When Tomorrow Comes
- 1939: Der Henker von London (Tower of London)
- 1939: Vom Winde verweht (Gone with the Wind)
- 1940: Hölle, wo ist dein Sieg (All This, and Heaven Too)
- 1940: Shining Victory
- 1948: Geheimnis hinter der Tür (Secret Beyond the Door)
- 1948: Geheimnis der Mutter (I Remember Mama)
- 1950: Frau am Abgrund (Whirlpool)
- 1952: Engelsgesicht (Angel Face)
- 1956: Insel der Leidenschaft (Flame of the Islands)
- 1959: Geschichte einer Nonne (The Nun’s Story)
- 1972: Die Löwen von Petersburg (I leoni di Pietroburgo)